# George Meyer
George A. Meyer (nacido en 1956) es un productor y un escritor de televisión ganador de un premio Emmy, conocido por su trabajo en la serie animada Los Simpson. 
Meyer ha sido públicamente reconocido entre sus colegas por ser el mejor escritor de comedia de Los Simpson; en 2000, Mike Scully, el productor de la serie por ese entonces, lo denominó como "el mejor escritor de comedia de Hollywood" y "la razón principal por la que Los Simpson son todavía buenos, a pesar de los años." Jon Vitti, otro de los productores y escritor del programa (además de ser el cuñado de Meyer), dijo que "tiene una influencia sobre el programa superior a cualquiera del resto de los creadores"."

## Carrera
Meyer estudió en la universidad Harvard, en donde fue presidente del Harvard Lampoon, el periódico de la institución. En 1977, él y muchos otros editores del Lampoon escribieron un libro llamado El Gran Libro del Harvard Lampoon Sobre la Vida Universitaria (ISBN 0-385-13446-0), un libro patrocinado por la editora Doubleday.
Se graduó en 1978 con un posgrado en bioquímica. 
Después de la universidad, Meyer abandonó sus planes de estudiar Medicina, y hasta 1981, trabajó de distintas ocupaciones, incluyendo ser maestro sustituto, asistente de la investigación de laboratorio, y vendedor en una tienda de ropa.
En 1981, David Letterman le ofreció trabajo como miembro del grupo de escritores de su programa, Late Night with David Letterman. Pudo obtener el empleo por una recomendación de otros dos escritores de Lampoon, Tom Gammill y Max Pross.  Después de dos años de trabajar en el programa, este fue cancelado, por lo que Meyer comenzó a trabajar en Not Necessarily The News, y, luego, en Saturday Night Live.  El trabajo de Meyer no era popular entre los escritores y productores del programa: según sus propias palabras, su trabajo no era apreciado, y muchas veces sus sketches eran cortados. A veces, debían cambiar la temática de los mismos, y Meyer se sentía como un "pintor al cual le cambian los colores de sus pinturas".
En 1987, Meyer fundó la legendaria revista humorística Army Man, la cual se convirtió en un gran éxito en Estados Unidos. Meyer decidió cerrar la revista luego de recibir unas ofertas por comprársela, ya que pensaba que los nuevos dueños le bajarían la calidad. 
Uno de sus lectores era Sam Simon, quien era el productor de una nueva comedia animada, Los Simpson. En 1989 Simon le propuso a Meyer unirse al grupo de escritores, y, a partir de ese entonces, trabaja para el programa.

## Interés por el medio ambiente
En 2005, Meyer coescribió el especial de la TBS Earth To America. Ese mismo año, un grupo de científicos descubrió una nueva especie de ranas de musgo en Sri Lanka, las cuales fueron llamadas Philautus poppiae por la hija de Meyer, Poppy, por su trabajo y dedicación en la Asociación Mundial para la Protección de los Anfibios.
En 2006, escribió una opinión humorística pero cuidadosa sobre el medio ambiente para la BBC la cual empezaba así:
"¿Eres un hipócrita? Porque yo lo soy. Soy un amante de los animales que usa zapatos de cuero; un vegetariano que no puede resistir un salmón ahumado. Aliento a mis amigos para que vean la película de Al Gore, pero igual vuelo en jets contaminantes. Grandes nubes de hipocresía flotan a mi alrededor. Pero, de todas formas, incluso un fraude tiene sentimientos. Y este verano, me estoy sintiendo intranquilo; estoy comenzando a pensar que nuestra cultura es frenética y carente de sentido, ya que no se da cuenta de que los últimos trozos de naturaleza no son el recurso más sabio."

## Créditos
- Episodios de Los Simpson escritos por Meyer:
  - "The Crepes of Wrath" (junto con Sam Simon, John Swartzwelder y Jon Vitti)
  - "Bart Vs. Thanksgiving"
  - "Blood Feud"
  - "Mr. Lisa Goes to Washington"
  - "The Simpsons' Halloween Special II" (contribuyó)
  - "Separate Vocations"
  - "Homer the Heretic"
  - "Bart's Inner Child"
  - "Sunday, Cruddy Sunday" (junto con Tom Martin, Brian Scully, y el hermano de Brian, Mike).
  - "Brother's Little Helper"
  - "Behind the Laughter" (junto con Tim Long, Mike Scully, y Matt Selman)
  - "The Parent Rap" (junto con Mike Scully)

- Earth To America (2005, coescritor)
- Los Simpson: la película (2007, coescritor)

- Apariciones:
  - I ♥ Huckabees,[3] cuando aparece, cerca del final, como el hombre enojado del ascensor, junto con Jude Law y Jason Schwartzman.
  - Mr. Show, episodio "It's A No Brainer": puede ser visto en los primeros minutos del programa como el espectador de pelo largo, sentado detrás de los manifestantes.

## Vida personal
Nacido en Pensilvania, Meyer se crio en Arizona, y es el mayor de ocho hermanos en una familia católica, de ascendencia alemana.  Meyer ha hecho muchas bromas en Los Simpson sobre su triste infancia, como por ejemplo el hecho de que "cada miembro de la familia arruina al menos una vez las vacaciones".
Meyer cursó sus estudios primarios y secundarios en la escuela Doolen Junior High y Catalina High School, en Tucson, Arizona.
Mientras realizaba sus trabajos en Los Simpson, Meyer se convirtió en ateo, tomando el consejo de su compañero escritor, Mike Reiss.
Meyer fue la pareja de la escritora Maria Semple durante los 90's. Su primera hija, llamada Poppy Valentina, nació a principios del año 2000.